# Abbonamento
L'abbonamento è una clausola di una convenzione (contratto) che un cliente contrae con un fornitore di servizi o beni al fine di poter accedere, per un certo periodo, a multipli di essi secondo una tariffa stabilita.
L'abbonamento riguarda, quindi, un piano di servizi/beni che vengono garantiti, sia per quanto riguarda la qualità che per i tempi di consegna, ad un prezzo che è inferiore rispetto al corrispettivo che l'utente dovrebbe versare se dovesse pagare ogni volta che usufruisce del medesimo servizio/bene nel medesimo periodo in esame. La tariffa così ridotta è studiata soprattutto per casi nei quali si usufruisce del servizio/bene per periodi relativamente lunghi, spesso per obblighi lavorativi.
Un esempio molto diffuso riguarda l'abbonamento ai mezzi pubblici (autobus, treno, metropolitana) per i pendolari o per coloro che si recano nel medesimo luogo (azienda, scuola, ecc.) con cadenza fissa e continuativa. Un altro esempio è l'abbonamento per eventi culturali come spettacoli teatrali o eventi sportivi.
La convenzione può anche essere stipulata con soggetti privati quali: spedizionieri celeri di documenti, servizi ricorrenti, servizi telefonici. Essa a volte può assumere la configurazione di un contratto di tipo assicurativo, come, ad esempio, nel caso della manutenzione a canone prefissato forfettario delle apparecchiature elettroniche; in questo caso, si prefigura un obbligo di prestazione solo se si verificano certi eventi, come dei guasti.